# Metodi Monjo
Metodi Monjo (en llatí Methodius Monachus, en grec Μεθόδιος) fou un escriptor romà d'Orient que vivia a Constantinoble a la segona meitat del segle xiii. En aquell moment la capital patia els disturbis provocats per la doble elecció de Josep i Arseni com a patriarques, cadascun d'ells considerat legítim pels seus seguidors. Després de les eleccions d'on van sortir els dos nomenaments a la seu patriarcal, Metodi va escriure un valuós tractat, titulat Συλλογὴ συνοπτική, Sylloga Compendiosa, on afirmava que el poble ortodox no es podia separar del seu cap espiritual encara que el seu predecessor hagués estat deposat il·legalment.